# Espumoso
Espumoso est une ville brésilienne du Nord-Ouest de l'État du Rio Grande do Sul, faisant partie de la microrégion de Cruz Alta et située à 256 km au nord-ouest de Porto Alegre, capitale de l'État. Elle se situe à une latitude de 28° 43′ 33″ sud et à une longitude de 52° 51′ 02″ ouest, à une altitude de 146 mètres. Sa population était estimée à 14 991, pour une superficie de 783 km2.
L'origine du nom de cette commune viendrait de la présence près des premières installations d'une chute d'eau qui faisait beaucoup de mousse dans l'eau (« espumoso » signifiant, en français, « mousseux »). Le premier nom de l'endroit - Passo Espumoso - aurait aussi pour origine les eaux tumultueuses et faisant beaucoup d'écume du rio Jacuí, du fait de la proximité de nombreuses cascades.

## Villes voisines
- Victor Graeff
- Mormaço
- Soledade
- Tunas
- Jacuizinho
- Campos Borges
- Alto Alegre
- Selbach
- Tapera